# Evangelos Rallis
Evangelos Rallis (griechisch Ευάγγελος Ραλλις) war ein griechischer Tennisspieler und 1896 Teilnehmer bei den ersten Olympischen Spielen der Neuzeit in Athen.
Er belegte bei den Olympischen Sommerspielen 1896 im Doppel mit dem Griechen Konstantinos Paspatis den geteilten vierten Platz. Sie verloren in der ersten Runde gegen die späteren Silbermedaillengewinner Dionysios Kasdaglis und Dimitrios Petrokokkinos. Im Einzel belegte Rallis den geteilten fünften Rang, nachdem er in der zweiten Runde dem Iren und späteren Goldmedaillengewinner John Pius Boland unterlag.
Ansonsten ist wenig über Rallis bekannt. Im Jahr 1888 spielte ein E. P. Ralli im Queen’s Club Tennis, bei dem es sich evtl. um Evangelos Rallis handelt. Selbiger kam aus London und besuchte das Eton College, wo er 1873 und 1874 Cricket spielte.